# Жан-Антуан Гудон
Жан-Антуан Гудон (фр. Jean-Antoine Houdon; 25 березня, 1741, Версаль — 15 липня, 1828, Париж) — французький скульптор доби просвітництва і класицизму.

## Життєпис
Народився в містечку Версаль. Походить з простої родини, його батько був швейцаром в місцевій Школі обраних учнів. Хлопця вдало пристроїли для отримання фаху в скульптурну майстерню. В період навчання користувався порадами скульптора Пігаля.
У 1761 р. вдало дебютував на академічному конкурсі, де показав барельєф на біблійну тему «Цариця Савська приносить дари царю Соломону». Отримав право на продовження трирічного навчання в Школі обраних учнів, а потім — право на удосконалення майстерності в Італії.
1764–1768 рр. — працював в Римі. Серед створених робіт — дві релігійні скульптури для церкви Санта Марія дельї Анжелі в Римі.
У 1767 створив екорше — скульптурний посібник для вивчення анатомії людського тіла учнями художніх шкіл. Свого значення скульптура-посібник не втратила і понині.
Повернувся в Париж. Розрахунки мати замовлення на монументальні скульптури, що добре оплачувалась, не виправдались. Тому скульптор створив мало монументів впродовж свого життя. Пізніше він створював скульптурні портрети, почав виставляти роботи в Паризькому Салоні. Але реалістичне мистецтво Гудона, не схильного робити компліменти, не мало попиту через спротив вельмож. Особливо негативно ставилися до скульптора королівські посадовці, Гудон не став модним скульптором. Розпочалися роки активних пошуків замовлень самим скульптором у Франції та за її межами. Серед його іноземних замовників — володар маленького Кобург-Готського герцогства у Німеччині, а згодом російська імператриця Катерина ІІ, що зробила декілька замовлень через своїх паризьких агентів.
Серед найцікавіших завдань — створення монументу Джорджу Вашингтону на замовлення мешканців штату Вірджинія. Скульптор перетнув Атлантичний океан, аби деякий час попрацювати в садибі генерала Джорджа Вашингтона, якого ліпив з натури. Був серед замовників скульптора — і відомий американець, дипломат і науковець Бенджамін Франклін.
За власною ініціативою скульптор створив декілька портретів енциклопедистів, тогочасних володарів думок (Портрет Дені Дідро, погруддя, теракота, 1771, Лувр та ін.). По смерті Жана-Жака Руссо саме Гудон зняв посмертну маску письменника, на основі якої створив декілька погрудь популярної особи. Він застав живим важко хворого Вольтера і умовив того дати йому декілька сеансів.
Продовжив працювати над портретами — погруддями і в передреволюційні, і в революційні роки. В творчому доробку скульптора — близько ста п'ятдесяти скульптурних портретів. Серед портретованих — королівські особи, письменники, французькі вельможі, композитор Глюк, актриса і оперна співачка Софі Арну, чужі діти, власна дружина, деякі з діячів французької революції 1789—1793 рр.(граф де Мірабо, погруддя, теракота, 1791, Лувр).
Помер в Парижі.

## Увічнення пам'яті
В місті Версаль скульптору встановлено монумент.

## Вибрані твори

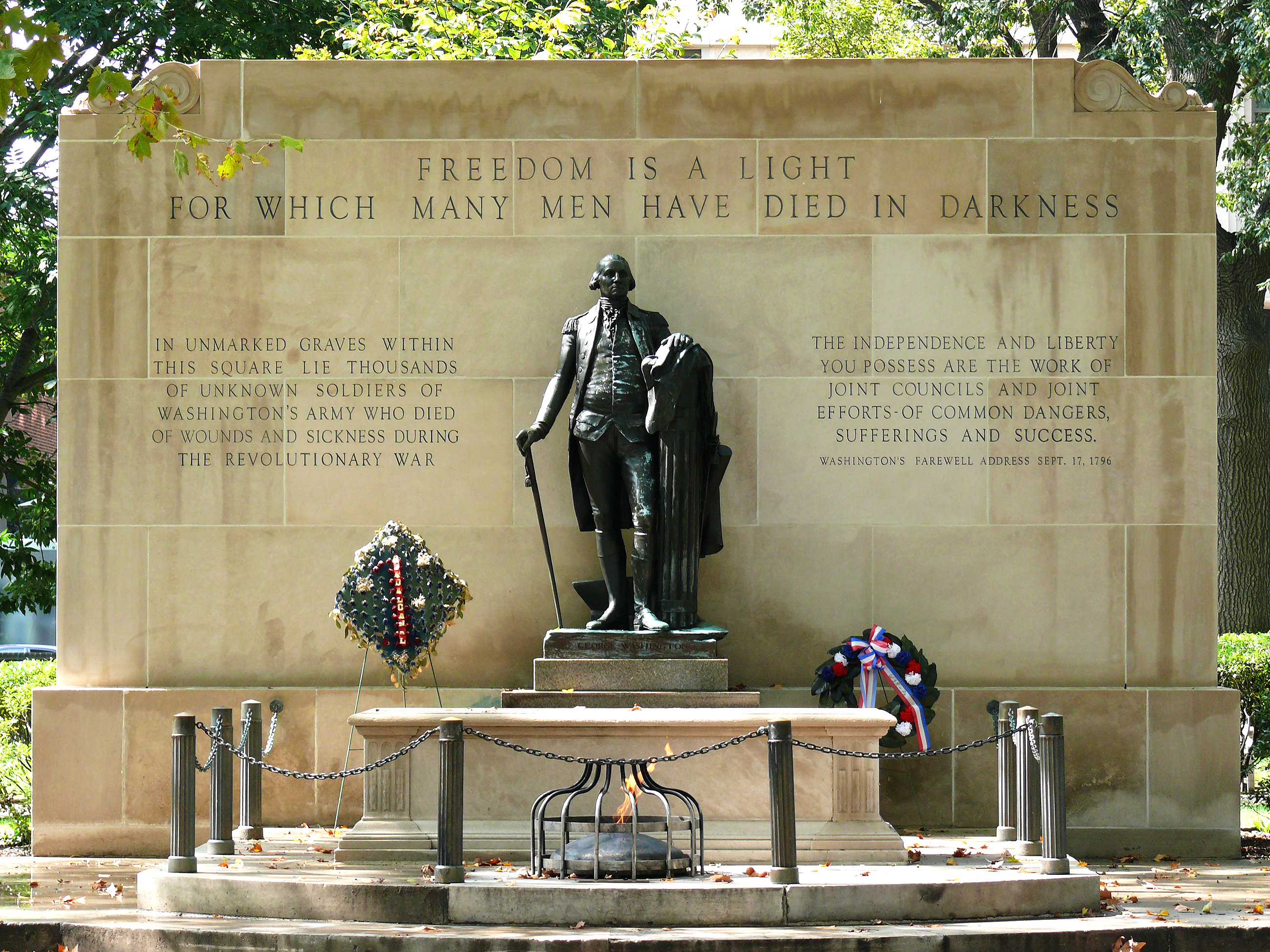
Могила невідомого солдата Американської революції зі скульптурою Джорджа Вашингтона (ск. Гудон), Філадельфія, США

- Цариця Савська приносить дари царю Соломону, 1761, барельєф
- Іван Хреститель для церкви Санта Марія Дельї Анжелі, Рим
- екорше (анатомічна модель людського тіла для навчання скульпторів), 1767
- Портрет Дені Дідро, погруддя, теракота, 1771, Лувр
- Імператриця Катерина ІІ, 1773, Ермітаж
- композитор Глюк, 1775, гіпс, Веймарська бібліотека
- актриса Софі Арну, погруддя, 1775, мармур, Лувр і 30 копій в гіпсі
- дівчинка Лізочка, (назва за каталогом), 1775, погруддя, мармур, Ермітаж
- скульптура «Діана», 1776
- хлопчик Олександр Броньяр, теракота, 1777, Лувр
- принцеса Аделаїда, дочка короля Франції, 1777, Лувр
- скульптура «Турвіль», 1779, Версаль
- Бенджамін Франклін, погруддя, (десять варіантів), 1778, Лувр
- Жан-Жак Руссо, різні варіанти, погруддя, 1778, Веймар
- Вольтер, різні варіанти, погруддя, монументальна скульптура
- Жан-Луї Бюффон, погруддя, 1782, мармур, Ермітаж, повтор 1783, Лувр
- Луї XVI, король Франції, 1884, мармур, Версаль
- графиня де Мустьє, 1784, прив. збірка
- Алегорія зими, мармур, Музей Фабра, Монпельє
- Алегорія літа, мармур, Музей Фабра, Монпельє
- Генріх Прусський, погруддя, гіпс, Веймарська бібліотека
- графиня де Сабран, Тюрінзький музей, Айзенах
- Блез Гійом Кене, погруддя, теракота, прив. збірка
- Джордж Вашингтон, погруддя, теракота, 1785, Лувр
- портрет авантюриста Каліостро, 1786, музей Екса, Прованс
- портрет дружини, погруддя, 1787, гіпс, Лувр
- Джордж Вашингтон, скульптура, 1788, Річмонд, США
- Антуан Барнав, погруддя, теракота, Гренобль
- граф де Мірабо, погруддя, теракота, 1791, Лувр
- Шарль-Франсуа Дюмур'є, погруддя, теракота, 1792, Анже
- Роберт Фултон, 1803
- Доротея Шльозер, 1806

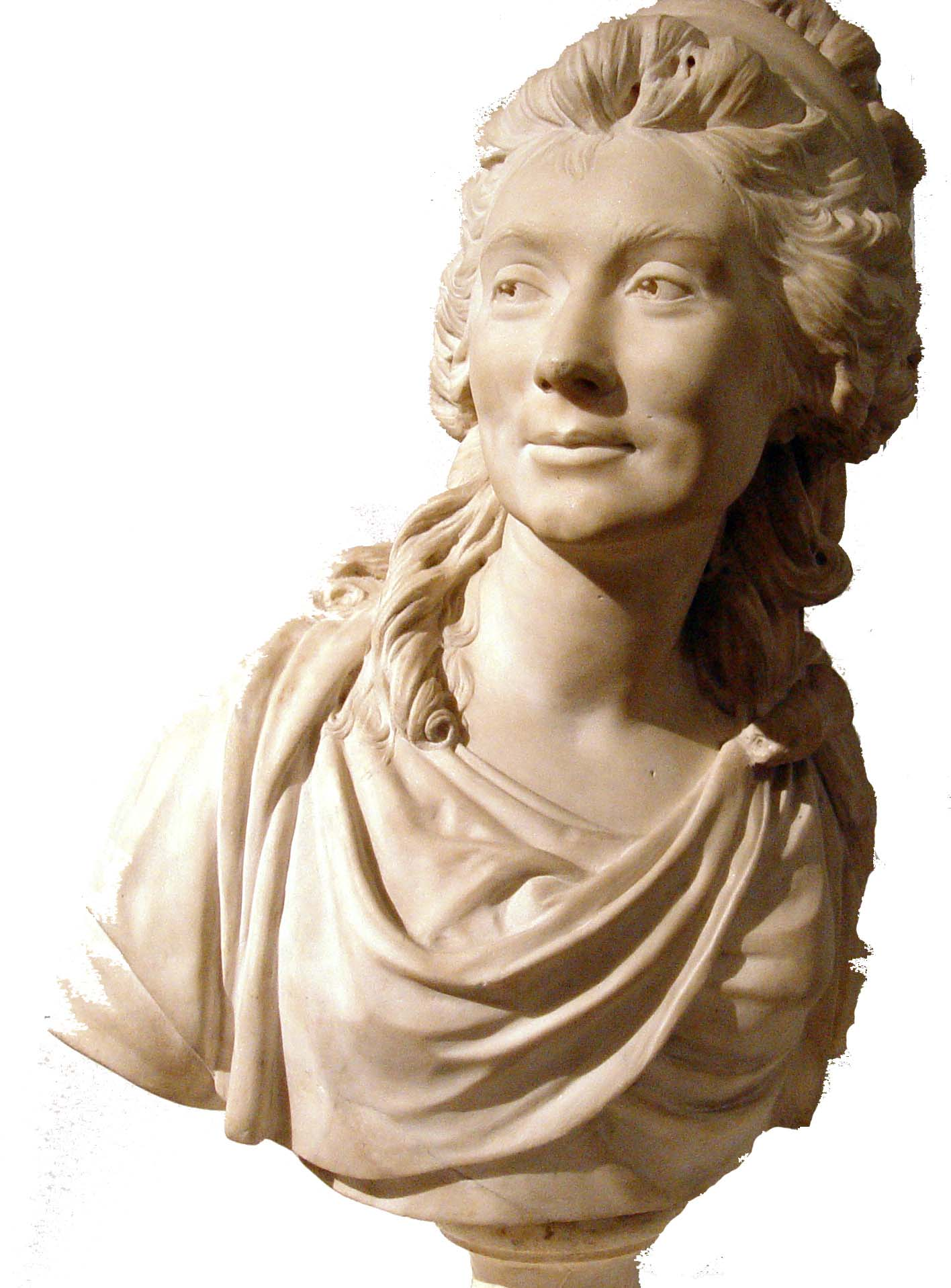
Графиня де Сабран
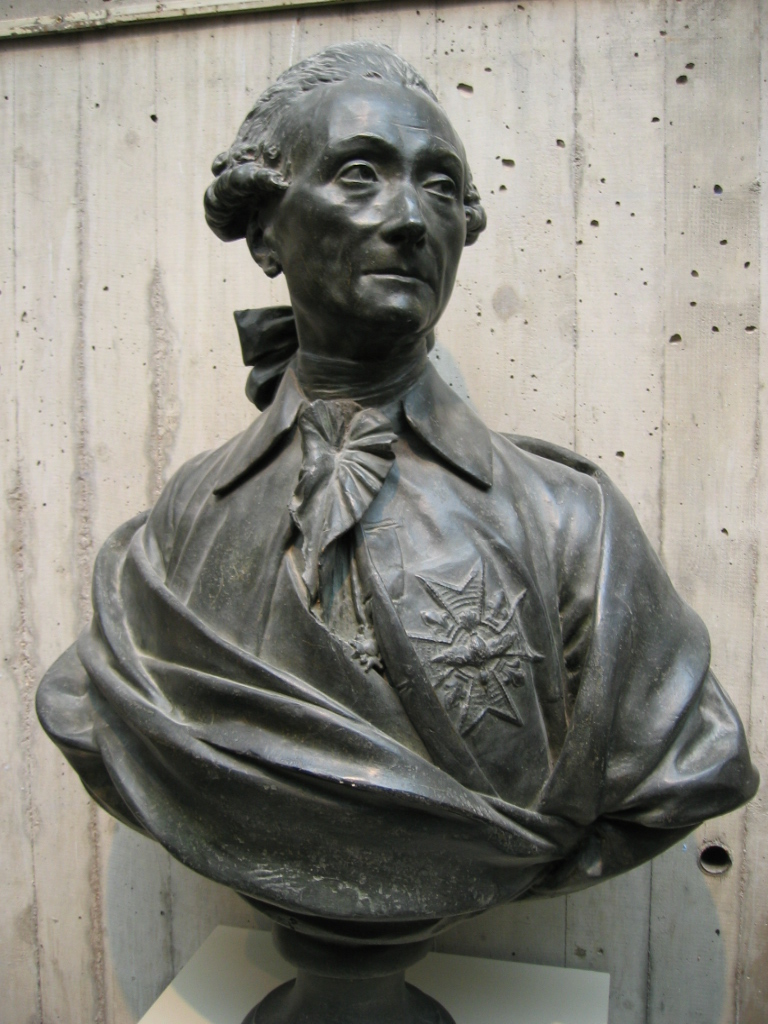
Вельможа Манчіні-Мазаріні, 1780, Безансон
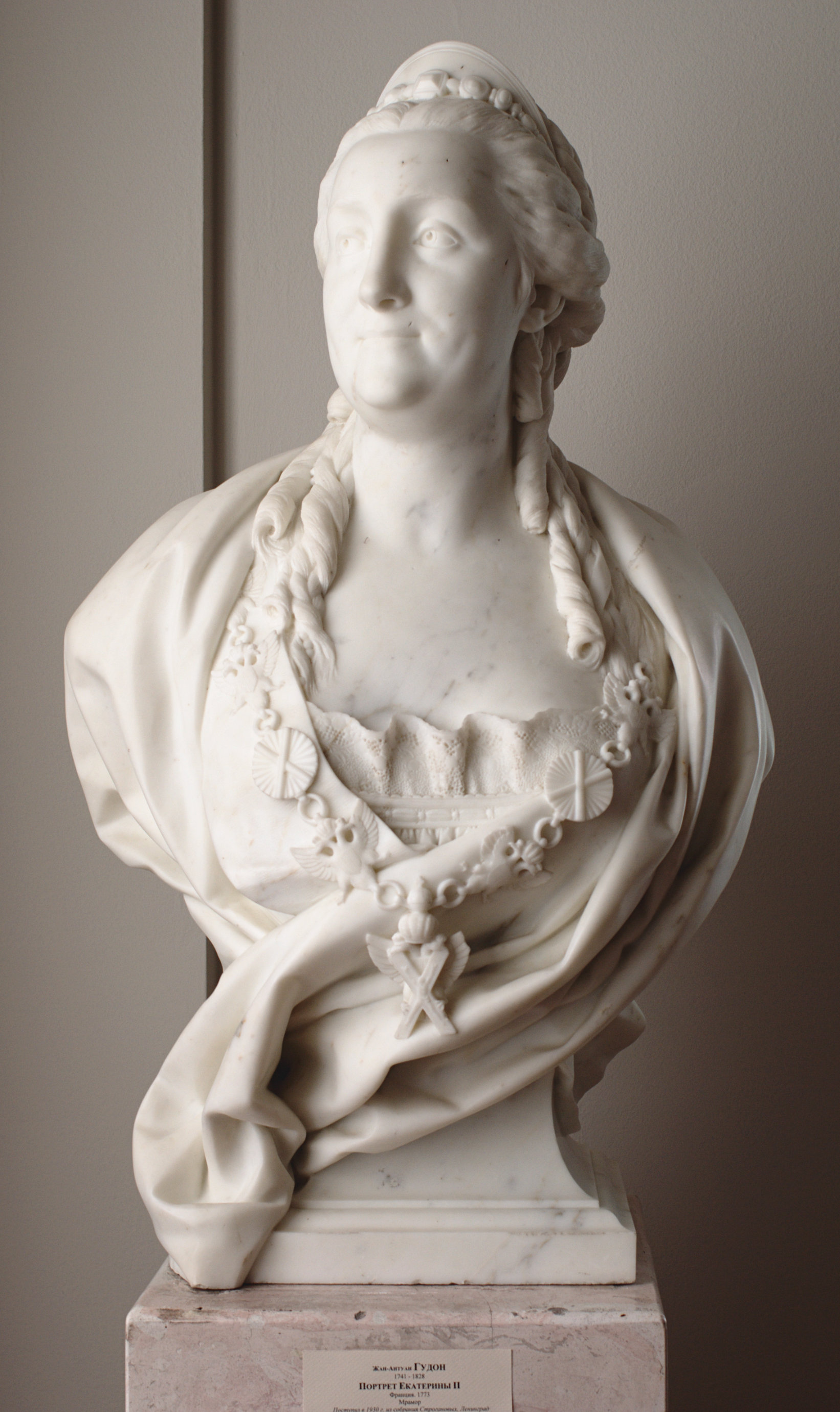
Катерина ІІ, 1773
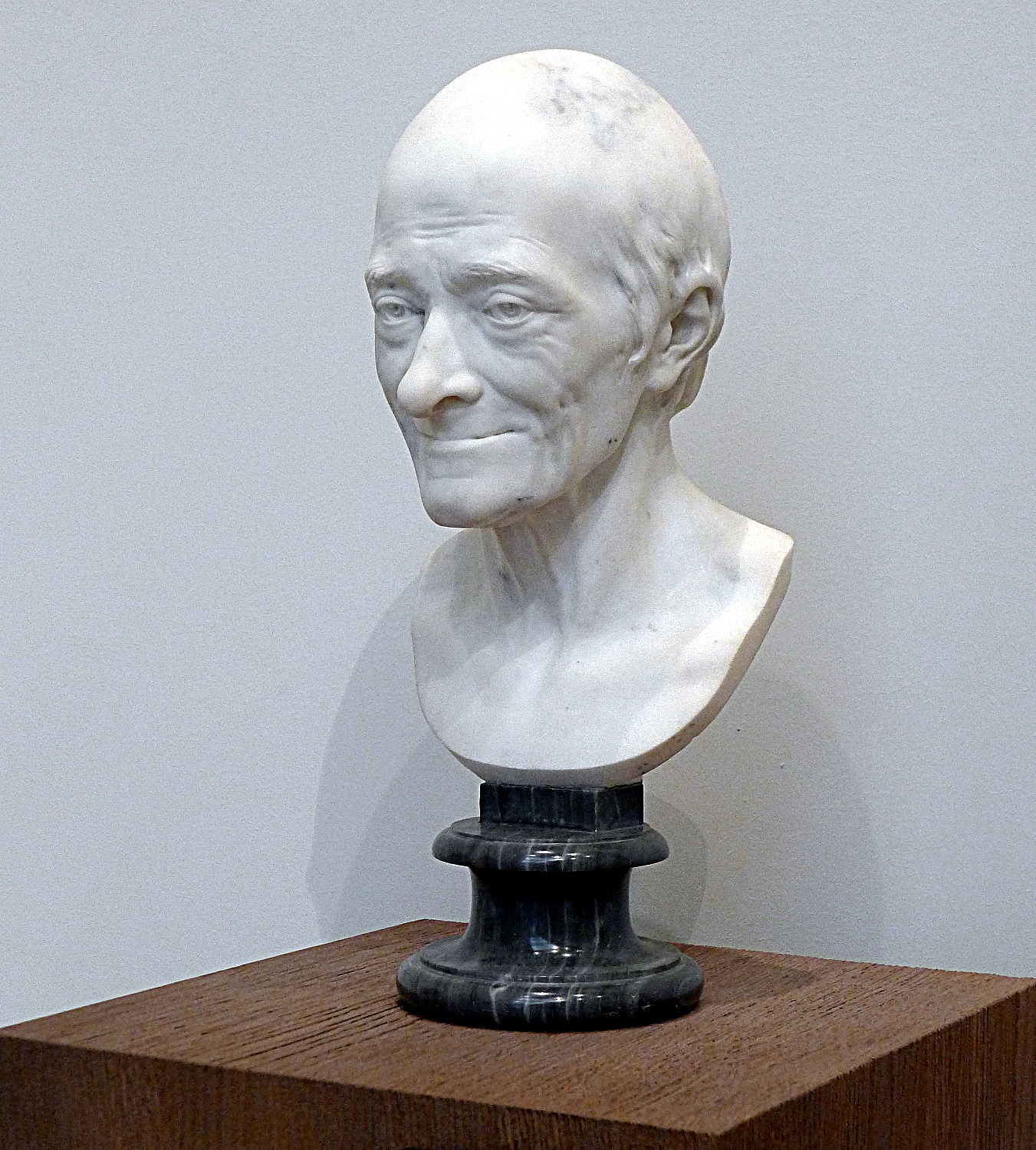
Письменник Вольтер
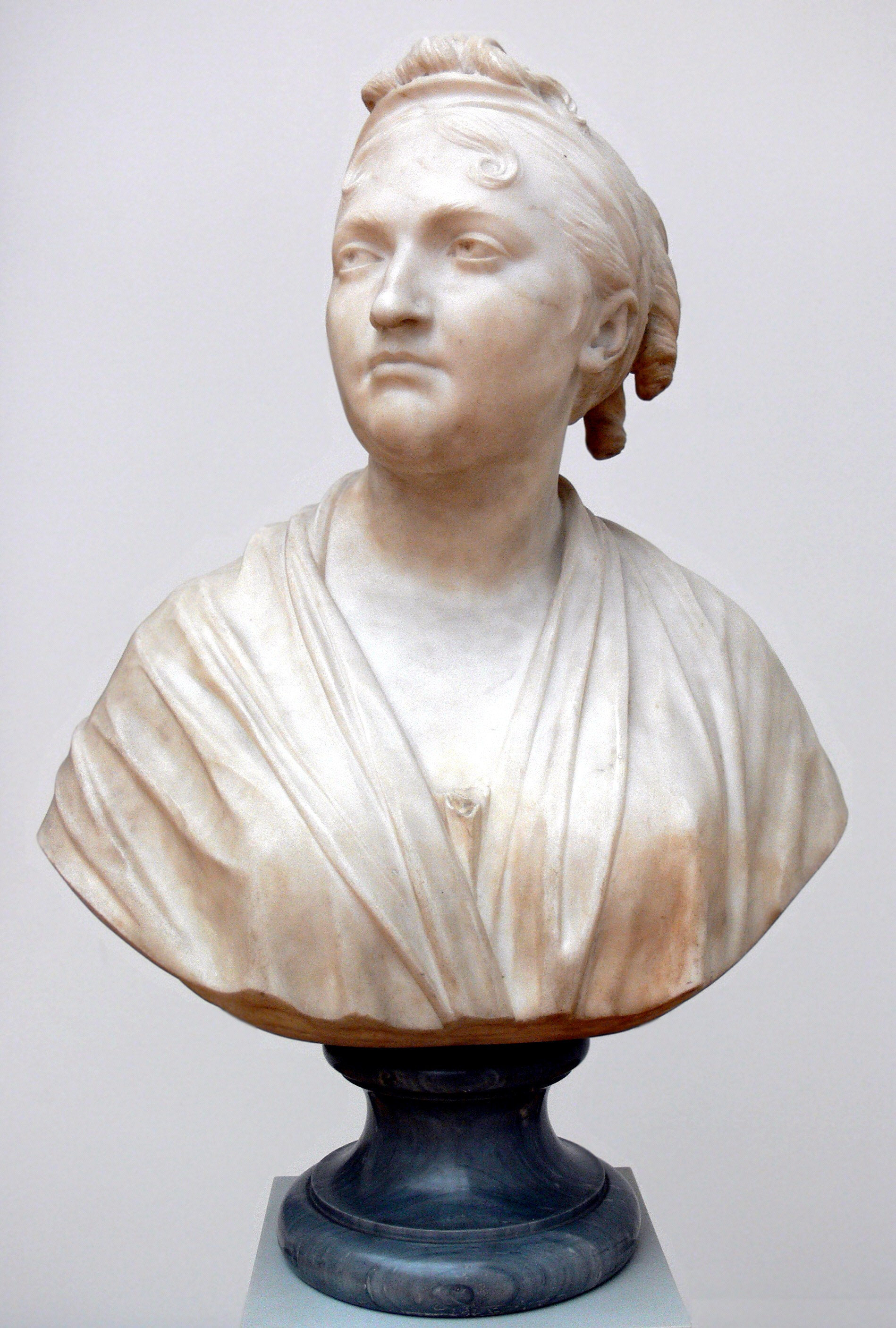
Доротея Шльозер, 1806
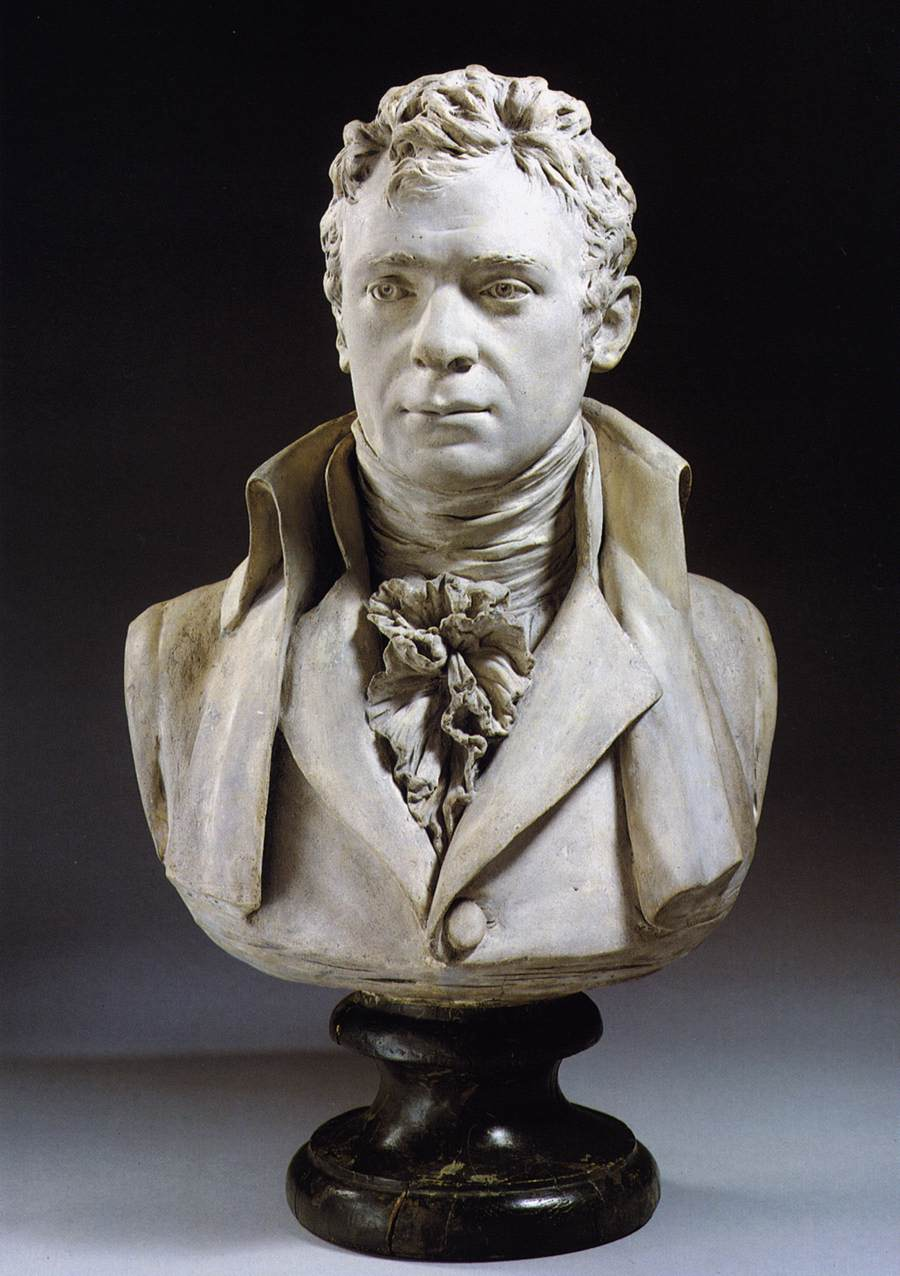
Роберт Фултон, 1803
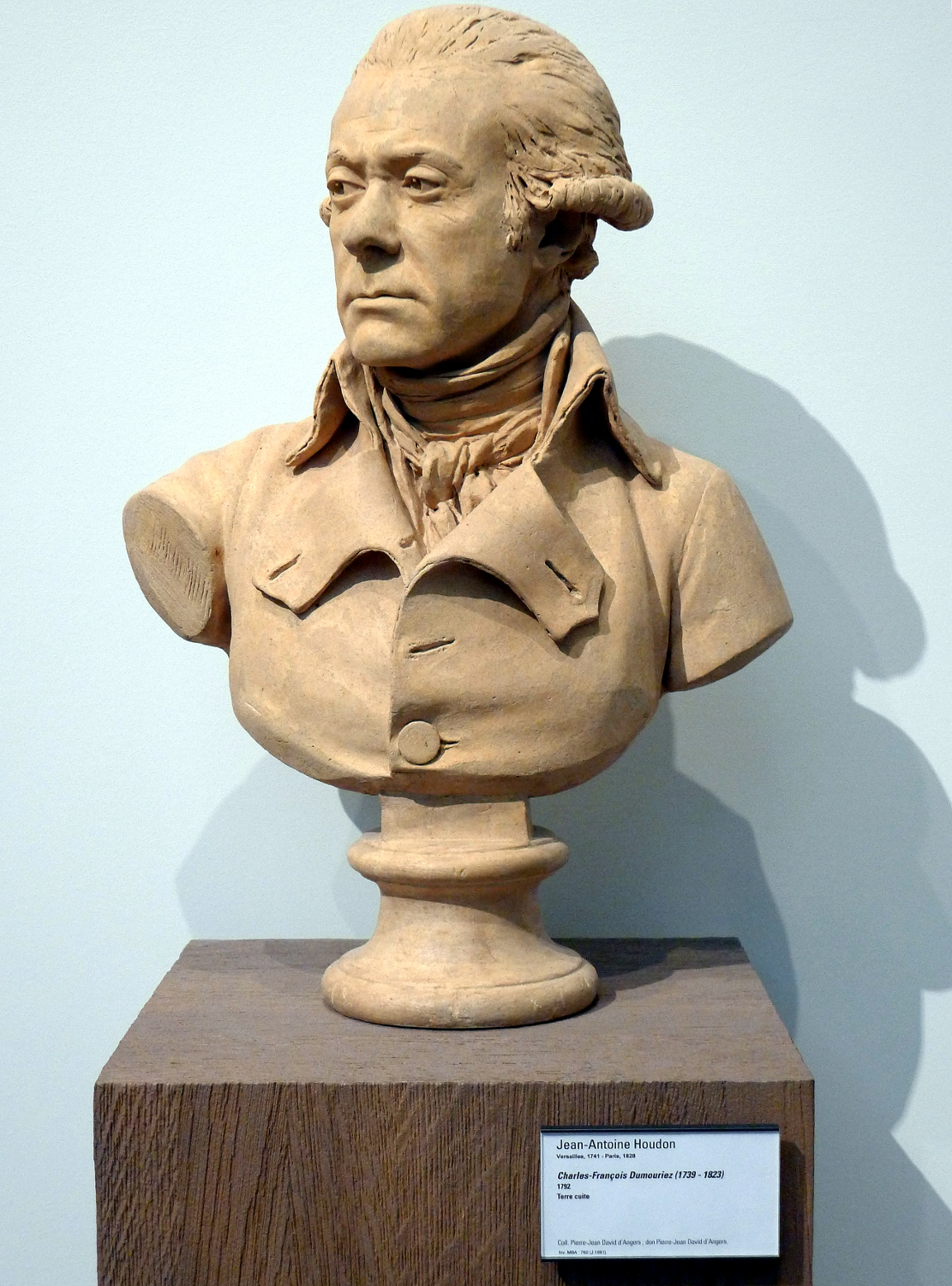
Шарль Франсуа Дюмур'є